# Give Me Everything
"Give Me Everything" (hay còn được biết đến như "Give Me Everything (Tonight)") là một bài hát của rapper người Mỹ Pitbull hợp tác với ca sĩ người Mỹ Ne-Yo, DJ người Hà Lan Afrojack và ca sĩ người Mỹ Nayer nằm trong album phòng thu thứ sáu của anh, Planet Pit (2011). Nó được phát hành như là đĩa đơn thứ hai trích từ album vào ngày 18 tháng 3 năm 2011 bởi Polo Grounds Music, J Records và Mr. 305 Records. Bài hát được đồng viết lời bởi Pitbull, Ne-Yo và Afrojack, người cũng đồng thời chịu trách nhiệm sản xuất nó. "Give Me Everything" là một bản electro kết hợp với những yếu tố từ hip hop mang nội dung liên quan đến vấn đề tình dục, trong đó chịu nhiều ảnh hưởng từ bài hát năm 1956 "Tonight" từ vở nhạc kịch West Side Story (1957). Ngoài ra, Pitbull còn đề cập đến nhiều tên tuổi nổi tiếng trong đoạn rap của anh, như công ty nhiếp ảnh Eastman Kodak, cửa hàng Macy's, người dẫn chương trình Ryan Seacrest và nữ diễn viên Lindsay Lohan. Tuy nhiên, Lohan đã đệ đơn kiện những tác giả của bài hát bởi việc đề cập đến tên của cô mà không có sự cho phép, tuy nhiên cáo buộc của nữ diễn viên được cho là không rõ ràng và bị bác bỏ, với kết quả thắng kiện thuộc về Pitbull.
Sau khi phát hành, "Give Me Everything" nhận được những phản ứng trái chiều từ các nhà phê bình âm nhạc, trong đó họ đánh giá cao giai điệu sôi động và phù hợp với những câu lạc bộ cũng như quá trình sản xuất của nó, nhưng cũng có nhiều ý kiến chỉ trích xung quanh nội dung lời bài hát. Tuy nhiên, nó đã gặt hái nhiều giải thưởng và đề cử tại những lễ trao giải lớn, bao gồm chiến thắng một hạng mục tại giải thưởng âm nhạc Billboard năm 2012 ở hạng mục Top Bài hát Radio trên tổng số ba đề cử. "Give Me Everything" cũng gặt hái những thành công vượt trội về mặt thương mại, đứng đầu các bảng xếp hạng ở Bỉ, Canada, Hungary, Ireland và Vương quốc Anh, lọt vào top 10 ở tất cả những quốc gia nó xuất hiện, bao gồm vươn đến top 5 ở Úc, Áo, Đan Mạch, Pháp, Đức, Ý, Nhật Bản, Hà Lan, New Zealand, Na Uy, Tây Ban Nha, Thụy Điển và Thụy Sĩ. Tại Hoa Kỳ, bài hát đạt vị trí số một trên bảng xếp hạng Billboard Hot 100 trong một tuần, trở thành đĩa đơn quán quân đầu tiên của Pitbull, Afrojack và Nayer cũng như thứ hai của Ne-Yo, đồng thời bán được hơn 4.8 triệu bản tại đây. Tính đến năm 2011, nó đã bán được hơn 8.2 triệu bản trên toàn cầu, trở thành đĩa đơn bán chạy thứ bảy trong năm và là một trong những đĩa đơn bán chạy nhất mọi thời đại.
Video ca nhạc cho "Give Me Everything" được đạo diễn bởi David Roulsseau với bối cảnh ở một câu lạc bộ, trong đó tất cả các nghệ sĩ trình diễn bài hát và vui vẻ trong bữa tiệc tại đây, bên cạnh sự xuất hiện đặc biệt của nhiều khách mời như Hoa hậu Haiti 2010 Sarodj Bertin, cựu thành viên Girlicious Natalie Mejia, ca sĩ của Cheetah Girls Adrienne Bailon và người mẫu Nga Eva Skaya. Nó đã liên tục nhận được nhiều lượt yêu cầu phát sóng trên những kênh truyền hình âm nhạc như MTV, VH1 và BET, cũng như nhận được hai đề cử tại giải Video âm nhạc của MTV năm 2011 cho Video Pop xuất sắc nhất và Hợp tác xuất sắc nhất. Để quảng bá bài hát, Pitbull đã trình diễn nó trên nhiều chương trình truyền hình và lễ trao giải lớn, bao gồm Conan, Good Morning America, Jimmy Kimmel Live!, Late Show with David Letterman, Today, The Tonight Show with Jay Leno, The Voice, giải thưởng Âm nhạc Mỹ năm 2011, giải thưởng âm nhạc Billboard năm 2011 và giải Video âm nhạc của MTV năm 2011, cũng như trong tất cả những chuyến lưu diễn trong sự nghiệp của anh. Kể từ khi phát hành, "Give Me Everything" đã xuất hiện trên nhiều tác phẩm điện ảnh và truyền hình, như New Year's Eve, Pitch Perfect và Teen Spirit.

## Danh sách bài hát
| Tải kĩ thuật số 1. "Give Me Everything" (hợp tác với Ne-Yo, Afrojack và Nayer) – 4:16 Tải kĩ thuật số - phối lại 1. "Give Me Everything" (Afrojack phối lại) (hợp tác với Ne-Yo, Afrojack và Nayer) – 5:40 2. "Give Me Everything" (Sidney Samson phối lại) (hợp tác với Ne-Yo, Afrojack và Nayer) – 6:35 3. "Give Me Everything" (Apster phối lại) (hợp tác với Ne-Yo, Afrojack và Nayer) – 5:50 4. "Give Me Everything" (Alvaro phối lại) (hợp tác với Ne-Yo, Afrojack và Nayer) – 6:01 5. "Give Me Everything" (R3hab phối lại) (hợp tác với Ne-Yo, Afrojack và Nayer) – 5:30 6. "Give Me Everything" (Adam F Dutch Step phối lại) (hợp tác với Ne-Yo, Afrojack và Nayer) – 4:39 7. "Give Me Everything" (Bingo Players phối lại) (hợp tác với Ne-Yo, Afrojack và Nayer) – 4:54 8. "Give Me Everything" (Jump Smokers Club phối) (hợp tác với Ne-Yo, Afrojack và Nayer) – 6:06 9. "Give Me Everything" (Marc Kinchen MK Dub phối) (hợp tác với Ne-Yo, Afrojack và Nayer) – 5:06 | Đĩa CD 1. "Give Me Everything" (bản album) (hợp tác với Ne-Yo, Afrojack và Nayer) – 4:16 2. "Give Me Everything" (Afrojack phối lại) (hợp tác với Ne-Yo, Afrojack và Nayer) – 5:41 Đĩa CD tại Đức 1. "Give Me Everything" (hợp tác với Ne-Yo, Afrojack và Nayer) – 4:16 2. "Hey Baby (Drop It to the Floor)" (AJ Fire phối lại) (hợp tác với T-Pain) – 4:23 Đĩa CD maxi tại Đức 1. "Give Me Everything" (hợp tác với Ne-Yo, Afrojack và Nayer) – 4:16 2. "Give Me Everything" (Afrojack phối lại) (hợp tác với Ne-Yo, Afrojack và Nayer) – 5:41 3. "Give Me Everything" (Jump Smokers Radio phối) (hợp tác với Ne-Yo, Afrojack và Nayer) – 5:25 4. "Give Me Everything" (R3hab phối lại) (hợp tác với Ne-Yo, Afrojack và Nayer) – 5:31 5. "Give Me Everything" (Sidney Samson phối lại) (hợp tác với Ne-Yo, Afrojack và Nayer) – 6:35 |

## Thành phần thực hiện
Thành phần thực hiện được trích từ ghi chú của Planet Pit, J Records.
Thu âm và phối khí
- Thu âm tại Wall Recordings, Utrecht, Hà Lan; Westlake Recording Studios, Los Angeles, California.
- Phối khí tại Larrabee Sound Hollywood, Bắc Hollywood, California.

Thành phần
- Pitbull – viết lời, giọng hát
- Afrojack – viết lời, sản xuất, đàn phím, lập trình, thu âm
- Ne-Yo – viết lời, giọng hát
- Nayer – giọng hát
- Mike "TrakGuru" Johnson – thu âm giọng của Ne-Yo
- Manny Marroquin – phối khí
- Erik Madrid – hỗ trợ phối khí
- Chris Galland – hỗ trợ phối khí

## Xếp hạng
| Bảng xếp hạng (2011)                                   | Vị trí cao nhất |
| ------------------------------------------------------ | --------------- |
| Úc (ARIA)                                              | 2               |
| Áo (Ö3 Austria Top 40)                                 | 2               |
| Bỉ (Ultratop 50 Flanders)                              | 1               |
| Bỉ (Ultratop 50 Wallonia)                              | 1               |
| Canada (Canadian Hot 100)                              | 1               |
| LỖI: PHẢI CUNG CẤP year CHO BẢNG XẾP HẠNG Cộng hòa Séc | 3               |
| Đan Mạch (Tracklisten)                                 | 2               |
| Phần Lan (Suomen virallinen lista)                     | 7               |
| Pháp (SNEP)                                            | 2               |
| Đức (Official German Charts)                           | 2               |
| Hy Lạp Nhạc số (Billboard)                             | 3               |
| Hungary (Rádiós Top 40)                                | 1               |
| Hungary (Dance Top 40)                                 | 3               |
| Ireland (IRMA)                                         | 1               |
| Israel (Media Forest)                                  | 4               |
| Ý (FIMI)                                               | 4               |
| Nhật Bản (Japan Hot 100)                               | 5               |
| Mexico Top 20 Inglés (Monitor Latino)                  | 1               |
| Hà Lan (Dutch Top 40)                                  | 1               |
| Hà Lan (Single Top 100)                                | 2               |
| New Zealand (Recorded Music NZ)                        | 2               |
| Na Uy (VG-lista)                                       | 3               |
| Ba Lan (ZPAV)                                          | 3               |
| Ba Lan (Dance Top 50)                                  | 2               |
| Romania (UPFR)                                         | 1               |
| Scotland (OCC)                                         | 1               |
| Slovakia (Rádio Top 100)                               | 2               |
| Tây Ban Nha (PROMUSICAE)                               | 2               |
| Thụy Điển (Sverigetopplistan)                          | 2               |
| Thụy Sĩ (Schweizer Hitparade)                          | 2               |
| Anh Quốc (OCC)                                         | 1               |
| Hoa Kỳ Billboard Hot 100                               | 1               |
| Hoa Kỳ Adult Pop Airplay (Billboard)                   | 19              |
| Hoa Kỳ Dance Club Songs (Billboard)                    | 14              |
| Hoa Kỳ Hot Latin Songs (Billboard)                     | 1               |
| Hoa Kỳ Hot R&B/Hip-Hop Songs (Billboard)               | 79              |
| Hoa Kỳ Hot Rap Songs (Billboard)                       | 4               |
| Hoa Kỳ Pop Airplay (Billboard)                         | 1               |
| Hoa Kỳ Rhythmic (Billboard)                            | 1               |

| Bảng xếp hạng (2011)                 | Vị trí |
| ------------------------------------ | ------ |
| Australia (ARIA)                     | 7      |
| Austria (Ö3 Austria Top 75)          | 7      |
| Belgium (Ultratop 50 Flanders)       | 6      |
| Belgium (Ultratop 40 Wallonia)       | 4      |
| Canada (Canadian Hot 100)            | 4      |
| Denmark (Tracklisten)                | 18     |
| Finland (Suomen virallinen lista)    | 6      |
| France (SNEP)                        | 7      |
| Greece (IFPI)                        | 46     |
| Germany (Official German Charts)     | 9      |
| Hungary (Rádiós Top 40)              | 4      |
| Hungary (Dance Top 40)               | 14     |
| Ireland (IRMA)                       | 9      |
| Israel (Media Forest)                | 13     |
| Italy (FIMI)                         | 14     |
| Japan (Japan Hot 100)                | 35     |
| Netherlands (Dutch Top 40)           | 6      |
| Netherlands (Single Top 100)         | 7      |
| New Zealand (Recorded Music NZ)      | 8      |
| Poland (Dance Top 50)                | 6      |
| Romania (UPFR)                       | 6      |
| Spain (PROMUSICAE)                   | 5      |
| Sweden (Sverigetopplistan)           | 14     |
| Switzerland (Schweizer Hitparade)    | 8      |
| UK Singles (Official Charts Company) | 6      |
| US Billboard Hot 100                 | 5      |
| US Latin Songs (Billboard)           | 5      |
| US Pop Songs (Billboard)             | 2      |
| US Rap Songs (Billboard)             | 8      |
| US Rhythmic Songs (Billboard)        | 1      |
| Worldwide (IPFI)                     | 7      |
| Bảng xếp hạng (2012)                 | Vị trí |
| Hungary (Rádiós Top 40)              | 91     |
| Poland (ZPAV)                        | 40     |
| US Latin Songs (Billboard)           | 37     |

| Bảng xếp hạng                        | Vị trí |
| ------------------------------------ | ------ |
| UK Singles (Official Charts Company) | 202    |
| US Billboard Hot 100                 | 217    |
| US Pop Songs (Billboard)             | 72     |

## Chứng nhận
| Quốc gia                                                                           | Chứng nhận  | Số đơn vị/doanh số chứng nhận |
| ---------------------------------------------------------------------------------- | ----------- | ----------------------------- |
| Úc (ARIA)                                                                          | 6× Bạch kim | 420.000^                      |
| Áo (IFPI Áo)                                                                       | Bạch kim    | 30.000*                       |
| Bỉ (BEA)                                                                           | Bạch kim    | 30.000*                       |
| Canada (Music Canada)                                                              | 7× Bạch kim | 560.000*                      |
| Đan Mạch (IFPI Đan Mạch)                                                           | Bạch kim    | 30.000^                       |
| Phần Lan (Musiikkituottajat)                                                       | Vàng        | 5,646                         |
| Đức (BVMI)                                                                         | 3× Vàng     | 750.000^                      |
| Ý (FIMI)                                                                           | 2× Bạch kim | 60.000*                       |
| Nhật Bản (RIAJ)                                                                    | Vàng        | 100.000^                      |
| México (AMPROFON)                                                                  | 2× Bạch kim | 120,000*                      |
| New Zealand (RMNZ)                                                                 | 2× Bạch kim | 30.000*                       |
| Na Uy (IFPI)                                                                       | 7× Bạch kim | 0*                            |
| Hàn Quốc (Gaon Chart)                                                              | —           | 458,549                       |
| Tây Ban Nha (PROMUSICAE)                                                           | Bạch kim    | 40,000*                       |
| Thụy Điển (GLF)                                                                    | 5× Bạch kim | 200,000‡                      |
| Thụy Sĩ (IFPI)                                                                     | 2× Bạch kim | 60.000^                       |
| Anh Quốc (BPI)                                                                     | 2× Bạch kim | 1.200.000^                    |
| Hoa Kỳ (RIAA)                                                                      | —           | 4,874,000                     |
| Trực tuyến                                                                         |             |                               |
| Đan Mạch (IFPI Đan Mạch)                                                           | Bạch kim    | 900,000^                      |
| * Chứng nhận dựa theo doanh số tiêu thụ. ^ Chứng nhận dựa theo doanh số nhập hàng. |             |                               |

## Lịch sử phát hành
| Quốc gia       | Ngày                | Định dạng                  |
| -------------- | ------------------- | -------------------------- |
| Hoa Kỳ         | 18 tháng 3 năm 2011 | Tải kĩ thuật số            |
| Hoa Kỳ         | 16 tháng 4 năm 2011 | Contemporary hit radio     |
| Đức            | 22 tháng 4 năm 2011 | Đĩa CD                     |
| Vương quốc Anh | 3 tháng 6 năm 2011  | Tải kĩ thuật số - phối lại |
| Hoa Kỳ         | 3 tháng 6 năm 2011  | Tải kĩ thuật số - phối lại |
| Đức            | 24 tháng 6 năm 2011 | Đĩa CD maxi                |